# 万山乡 (青田县)
万山乡，是中华人民共和国浙江省丽水市青田县下辖的一个乡镇级行政单位。

## 行政区划
万山乡下辖以下地区：
万山村、光乍坑村、孙窟村、孙岸村、陈吾寮村和乌坭塘村。